# Вероника густоцветковая
Вероника густоцветковая (лат. Veronica densiflora) — многолетнее травянистое растение, вид рода Вероника (Veronica) семейства Подорожниковые (Plantaginaceae).

## Распространение и экология
Азия: Монголия (Монгольский Алтай), Китай (возможно в предгорьях Тарбагатая и Сауре); территория бывшего СССР: Тарбагатай, Алтай, Восточные Саяны (Тункинские гольцы, Джидинское нагорье), хребты Хамар-Дабан, Байкальский, Баргузинский, Икатский, Северо-Муйский.
Произрастает на щебнистых и каменистых склонах, приснежных пустошных лужайках, галечниках, большей частью на влажных местах, от лесного до альпийского пояса, на высоте 1500—2200 м над уровнем моря.

## Ботаническое описание
Корневище тонкое. Стебли высотой 5—15 см, многочисленные, при основании ветвистые, восходящие.
Листья супротивные, сближенные при цветении, при плодах раздвинутые, сидячие, нижние иногда со сросшимися основаниями, самые нижние чешуевидные, мелкие. Все листья расположены по всей длине стебля до соцветия, продолговатые или обратнояйцевидные, до округло-яйцевидных, длиной 7—20 мм, шириной 5—12 мм, на верхушке туповатые, по краю мелко- и тупозубчатые или городчатые, к основанию несколько суженные и цельнокрайные, с обеих сторон скудно опушённые, тонковатые.
Цветки в верхушечных, плотных, округлых или продолговатых кистях; цветоножки почти равны чашечке, опушённые, короче прицветников. Чашечка длиной 3—3,5 мм, доли чашечки в числе пяти, яйцевидно-ланцетные, по краю ресничатые, одна значительно меньше остальных; венчик тёмно-голубой или сиреневый, длиной 6—7 мм, отгиб почти правильный, из трёх продолговатых, туповатых, прямостоячих долей и одной яйцевидной, тупой.
Коробочка длиной около 4 мм, обратнояйцевидная, слабо сжатая с боков, на верхушке с небольшой выемкой или цельная, наполовину превышает чашечку, голая, иногда с редкими волосками. Семена плоско-выпуклые, шириной около 1 мм, овальные.
Цветёт в мае — июне. Плодоносит в июле — августе.

## Таксономия
Вид Вероника густоцветковая входит в род Вероника (Veronica) семейства Подорожниковые (Plantaginaceae) порядка Ясноткоцветные (Lamiales).
|  |                                      |  |                                                             |                                                             |                          |  | ещё 21 семейство (согласно Системе APG II) | ещё 21 семейство (согласно Системе APG II) |                             |  |  |  | ещё от 300 до 500 видов |
|  |                                      |  |                                                             |                                                             |                          |  | ещё 21 семейство (согласно Системе APG II) | ещё 21 семейство (согласно Системе APG II) |                             |  |  |  | ещё от 300 до 500 видов |
|  |                                      |  |                                                             | порядок Ясноткоцветные                                      |                          |  |                                            |                                            | род Вероника                |  |  |  |                         |
|  |                                      |  |                                                             | порядок Ясноткоцветные                                      |                          |  |                                            |                                            | род Вероника                |  |  |  |                         |
|  | отдел Цветковые, или Покрытосеменные |  |                                                             |                                                             | семейство Подорожниковые |  |                                            |                                            | вид Вероника густоцветковая |  |  |  |                         |
|  | отдел Цветковые, или Покрытосеменные |  |                                                             |                                                             | семейство Подорожниковые |  |                                            |                                            |                             |  |  |  |                         |
|  |                                      |  | ещё 44 порядка цветковых растений (согласно Системе APG II) | ещё 44 порядка цветковых растений (согласно Системе APG II) |                          |  |                                            | ещё 90 родов                               | ещё 90 родов                |  |  |  |                         |
|  |                                      |  |                                                             | ещё 44 порядка цветковых растений (согласно Системе APG II) |                          |  |                                            |                                            | ещё 90 родов                |  |  |  |                         |